# Tim McGraw
«Tim McGraw» — перший сингл дебютного студійного альбому американської кантрі-поп-співачки Тейлор Свіфт — Taylor Swift. В США сингл вийшов 19 червня 2006 року. Пісня написана Тейлор Свіфт та Ліз Роуз; спродюсована Нейтаном Чапманом. Музичне відео зрежисоване Треєм Фанджоєм; відеокліп вийшов 22 липня 2006 року. Пісня була написана Свіфт під час її навчання у старших класах школи, коли її хлопець мав від'їжджати до коледжу. Пісня «Tim McGraw» мала стати нагадуванням всього того, що вони мали, коли були разом. Пісня є поєднанням традиційного та сучасного кантрі стилів.

## Музичне відео
Музичне відео зрежисоване Треєм Фанджоєм. Прем'єра музичного відео відбулась 22 липня 2006 року на каналі Great American Country. На церемонії нагородження 2007 CMT Music Awards відеокліп виграв у номінації Breakthrough Video of the Year.
Станом на березень 2024 року музичне відео мало 51 мільйон переглядів на відеохостингу YouTube.

## Список композицій
- Максі CD-сингл для США[1]

1. «Tim McGraw» — 3:54
2. «Tim McGraw» (радіоверсія) — 3:41
3. «Tim McGraw» (інструментальна версія) — 3:54
4. «Tim McGraw» (розширене музичне відео) — 4:02

## Чарти
Тижневі чарти
| Чарт (2006-07)                   | Місце |
| -------------------------------- | ----- |
| Canada Country (Billboard)       | 10    |
| US Billboard Hot 100             | 40    |
| US Hot Country Songs (Billboard) | 6     |
| US Billboard Radio Songs         | 46    |

Річні чарти
| Чарт (2007)                    | Місце |
| ------------------------------ | ----- |
| US Billboard Hot Country Songs | 59    |

## Продажі
| Країна     | Сертифікація (таблиця продажів та сертифікатів) | Продажі    |
| ---------- | ----------------------------------------------- | ---------- |
| США (RIAA) | Платина                                         | +1,600,000 |